# Ишкобод
Ишкобод (тадж. Ишқобод) — село в районе Рудаки Республики Таджикистан. Входит в состав джамоата (сельской общины) Эсанбой района Рудаки.
Находится на расстоянии 80 км от райцентра (пгт. Сомониён) и 20 км от центра общины (село Эсанбой).
Население — 1995 чел. (2017).
Село Карак (~100 чел. в населении) 37°58′29″ с. ш. 68°17′26″ в. д., также относится к селу Ишкобод.